# Dicyrtoma flammea
Dicyrtoma flammea är en urinsektsart som beskrevs av David J. Maynard 1951. Dicyrtoma flammea ingår i släktet Dicyrtoma och familjen Dicyrtomidae. Inga underarter finns listade i Catalogue of Life.